# 徽州状元饭
徽州状元饭，又名枣子饭，是来自徽州的传统小吃，据说是清朝末期名女赛金花从小爱吃的饭。
普通状元饭是一种鲜红色的油糯米饭。用红米苋煮出苋菜汤，加熟猪油拌饭而成。这据说是清朝末期名女赛金花从小爱吃的饭。徽州状元饭做法完全不一样，虽然也是红色油饭，可是加了很多干果和水果，比较象八宝饭。

## 材料
如果要自製徽州状元饭，需要：
- 工具：一个大碗，一个直径比碗口直径大四五寸的盘子，一个可以装下碗的蒸锅，一个小炒锅或汤锅
- 材料：糯米，熟猪油，白糖，莲子，荸荠，红蜜枣，翡翠心(可无)，樱桃，橘子，芡粉

## 做法
做法如下：
1. 糯米饭蒸熟，加白糖和猪油拌匀。
2. 将没有去皮的荸荠中间挖个小洞，上笼蒸熟。需要能在大碗外围排满一圈的荸荠。
3. 大碗底抹上猪油(防沾)，先排一层泡发的去心莲子，再加一层去核蜜枣，盖上糯米饭，上笼蒸熟莲子，成为一碗枣子饭
4. 取出枣子饭，倒扣在大盘中间，把碗去除。
5. 每一个熟荸荠，装满翡翠心，按上一个樱桃，码在枣子饭周围。
6. 荸荠四周，码一圈橘子瓣。如没有小的新鲜蜜桔，控干水的橘子罐头也可以。
7. 小锅加清水和白糖烧开，撇去浮沫，用生芡粉勾芡，下火，加点熟猪油，烧在枣子饭上即成。

## 溯源
賽金花據說是徽州府黟縣人士。